# Seznam hokejistů draftovaných týmem Atlanta Flames

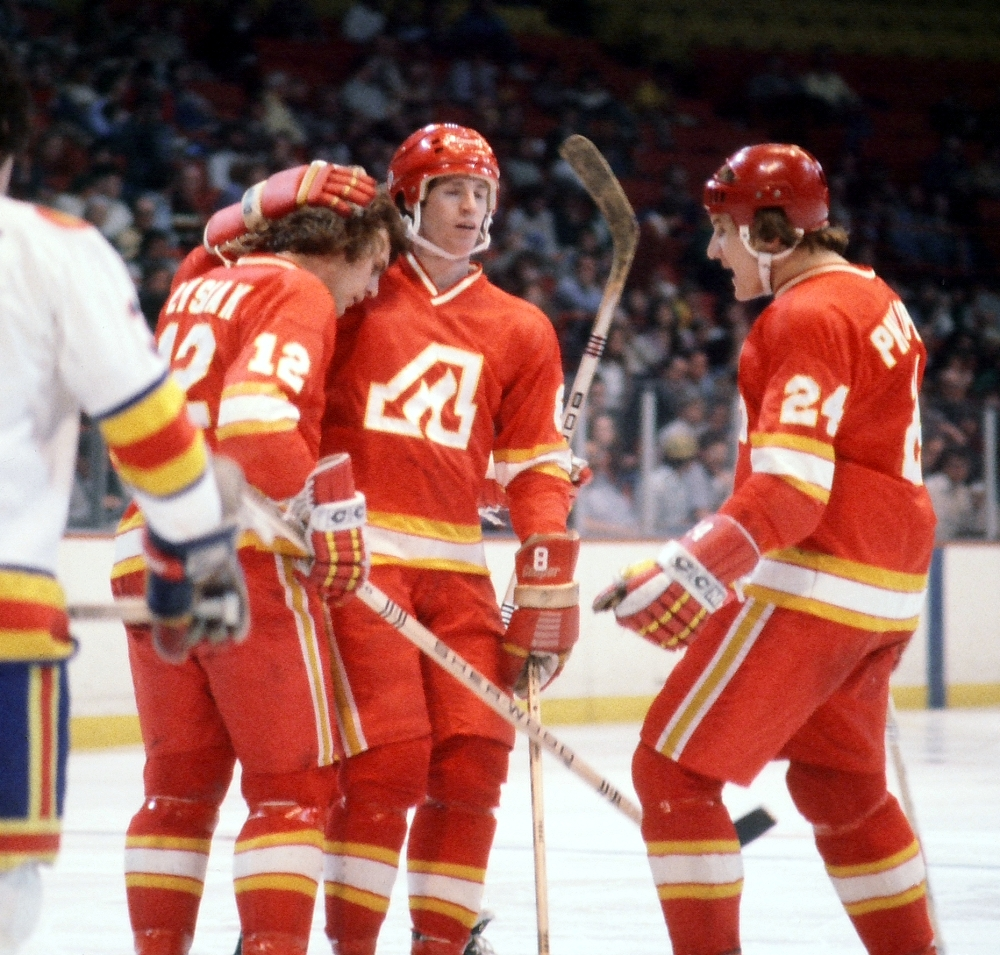
Hráči týmu Atlanta Flames

Toto je kompletní seznam hokejistů, kteří byli draftováni v NHL do týmu Atlanta Flames. To zahrnuje každého hráče, který byl draftován, bez ohledu na to, zda hrál za tým.

## Draft 1. kola

### Historie prvního kola
| † | Hráč který byl vybrán do hokejové síně slávy | Hráč který byl vybrán do hokejové síně slávy | Hráč který byl vybrán do hokejové síně slávy |
| * | Draftován z 1. místa                         | Draftován z 1. místa                         | Draftován z 1. místa                         |
| ≠ | Hráč který neodehrál žádný zápas v NHL       | Hráč který neodehrál žádný zápas v NHL       | Hráč který neodehrál žádný zápas v NHL       |

| Rok  | Místo | Hráč              | Pozice              | Stát   | Předchozí tým (liga)          |
| ---- | ----- | ----------------- | ------------------- | ------ | ----------------------------- |
| 1972 | 2     | Jacques Richard   | Centr               | Kanada | Quebec Remparts (QMJHL)       |
| 1973 | 2     | Tom Lysiak        | Utočník             | Kanada | Medicine Hat Tigers (WCHL)    |
| 1973 | 16    | Vic Mercredi      | Levé křídlo         | Kanada | New Westminster Bruins (WCHL) |
| 1974 | Nikdo | Nikdo             | Nikdo               | Nikdo  | Nikdo                         |
| 1975 | 08    | Richard Mulhern   | Obránce             | Kanada | Sherbrooke Beavers (QMJHL)    |
| 1976 | 08    | David Shand       | Obránce             | Kanada | Peterborough Petes (OHA)      |
| 1976 | 10    | Harold Phillipoff | Levé a pravé křídlo | Kanada | New Westminster Bruins (WCHL) |
| 1977 | Nikdo | Nikdo             | Nikdo               | Nikdo  | Nikdo                         |
| 1978 | 11    | Brad Marsh        | Obránce             | Kanada | London Knights (OHA)          |
| 1979 | 12    | Paul Reinhart     | Obránce             | Kanada | Kitchener Rangers (OHA)       |

### Celkový výběr
|  | Hráči kteří hráli nejméně jeden zápas v NHL |
|  | Hráči kteří si zahráli v NHL All-Star Game  |

| Rok  | Kolo | Místo | Hráč                 | Pozice              |
| ---- | ---- | ----- | -------------------- | ------------------- |
| 1972 | 1    | 2     | Jacques Richard      | Centr               |
| 1972 | 2    | 18    | Dwight Bialowas      | Obránce             |
| 1972 | 3    | 34    | Jean Lemieux         | Obránce             |
| 1972 | 4    | 50    | Don Martineau        | Pravé křídlo        |
| 1972 | 5    | 78    | John Martin          | Centr               |
| 1972 | 6    | 82    | Frank Blum           | Brankář             |
| 1972 | 7    | 98    | Scott Smith          | Levé křídlo         |
| 1972 | 8    | 114   | Dave Murphy          | Centr               |
| 1972 | 9    | 130   | Pierre Roy           | Obránce             |
| 1972 | 9    | 132   | Jean Lamarre         | Pravé křídlo        |
| 1973 | 1    | 2     | Tom Lysiak           | Utočník             |
| 1973 | 1    | 16    | Vic Mercredi         | Levé křídlo         |
| 1973 | 2    | 21    | Eric Vail            | Utočník             |
| 1973 | 4    | 53    | Dean Talafous        | Utočník             |
| 1973 | 5    | 69    | John Flesch          | Levé křídlo         |
| 1973 | 6    | 85    | Ken Houston          | Obránce             |
| 1973 | 7    | 101   | Tom Machowski        | Obránce             |
| 1973 | 8    | 117   | Bob Law              | Pravé křídlo        |
| 1973 | 9    | 133   | Bob Bilodeau         | Obránce             |
| 1973 | 10   | 148   | Glen Surbey          | Obránce             |
| 1973 | 10   | 149   | Guy Ross             | Obránce             |
| 1973 | 11   | 162   | Greg Fox             | Obránce             |
| 1974 | 2    | 28    | Guy Chouinard        | Utočník             |
| 1974 | 3    | 46    | Dick Spannbauer      | Obránce             |
| 1974 | 4    | 58    | Pat Ribble           | Obránce             |
| 1974 | 4    | 64    | Cam Botting          | Pravé křídlo        |
| 1974 | 5    | 82    | Jerry Badiuk         | Obránce             |
| 1974 | 6    | 100   | Bill Moen            | Brankář             |
| 1974 | 7    | 118   | Peter Brown          | Obránce             |
| 1974 | 8    | 135   | Tom Lindskog         | Obránce             |
| 1974 | 9    | 152   | Larry Hopkins        | Levé křídlo         |
| 1974 | 10   | 167   | Louis Loranger       | Utočník             |
| 1974 | 11   | 182   | Randy Montgomery     | Levé křídlo         |
| 1975 | 1    | 8     | Richard Mulhern      | Obránce             |
| 1975 | 2    | 26    | Rick Bowness         | Centr               |
| 1975 | 4    | 62    | Dale Ross            | Utočník             |
| 1975 | 5    | 80    | Willi Plett          | Utočník             |
| 1975 | 6    | 98    | Paul Heaver          | Obránce             |
| 1975 | 7    | 116   | Dale McMullin        | Levé křídlo         |
| 1975 | 8    | 134   | Rick Piche           | Obránce             |
| 1975 | 9    | 150   | Nick Sanza           | Brankář             |
| 1975 | 10   | 167   | Brian O'Connell      | Brankář             |
| 1975 | 11   | 181   | Joe Augustine        | Obránce             |
| 1975 | 12   | 192   | Torbjorn Nilsson     | Utočník             |
| 1975 | 16   | 216   | Gary Gill            | Utočník             |
| 1976 | 1    | 8     | David Shand          | Obránce             |
| 1976 | 1    | 10    | Harold Phillipoff    | Levé a pravé křídlo |
| 1976 | 2    | 28    | Bobby Simpson        | Levé křídlo         |
| 1976 | 3    | 46    | Rick Hodgson         | Obránce             |
| 1976 | 4    | 64    | Kent Nilsson         | Utočník             |
| 1976 | 5    | 82    | Mark Earp            | Brankář             |
| 1977 | 2    | 20    | Miles Zaharko        | Obránce             |
| 1977 | 2    | 28    | Don Laurence         | Centr               |
| 1977 | 2    | 31    | Brian Hill           | Pravé křídlo        |
| 1977 | 4    | 72    | Jim Craig            | Brankáři            |
| 1977 | 5    | 82    | Curt Christopherson  | Obránce             |
| 1977 | 6    | 100   | Bernie Harbec        | Centr               |
| 1977 | 7    | 118   | Bob Gould            | Utočník             |
| 1977 | 8    | 133   | Jimmy Bennett        | Levé křídlo         |
| 1977 | 9    | 148   | Tim Harrer           | Pravé křídlo        |
| 1978 | 1    | 11    | Brad Marsh           | Obránce             |
| 1978 | 3    | 47    | Tim Bernhardt        | Brankáři            |
| 1978 | 4    | 64    | Jim MacRae           | Utočník             |
| 1978 | 5    | 80    | Gord Wappel          | Obránce             |
| 1978 | 6    | 97    | Greg Meredith        | Utočník             |
| 1978 | 7    | 114   | Dave Hindmarch       | Utočník             |
| 1978 | 8    | 131   | Dave Morrison        | Pravé křídlo        |
| 1978 | 9    | 148   | Doug Doug            | Pravé křídlo        |
| 1978 | 10   | 165   | Mark Green           | Centr               |
| 1978 | 11   | 180   | Bob Sullivan         | Levé křídlo         |
| 1978 | 12   | 196   | Bernhard Engelbrecht | Brankář             |
| 1979 | 1    | 12    | Paul Reinhart        | Obránce             |
| 1979 | 2    | 23    | Mike Perovich        | Obránce             |
| 1979 | 2    | 33    | Pat Riggin           | Brankář             |
| 1979 | 3    | 54    | Tim Hunter           | Utočník             |
| 1979 | 4    | 75    | Jim Peplinski        | Utočník             |
| 1979 | 5    | 96    | Brad Kempthorne      | Centr               |
| 1979 | 6    | 117   | Glenn Johnson        | Centr               |

## Souvislé články
- Seznam hokejistů draftovaných týmem Calgary Flames